# Selke-Aue
Selke-Aue – gmina w Niemczech, w kraju związkowym Saksonia-Anhalt, w powiecie Harz, wchodzi w skład gminy związkowej Vorharz. Gmina powstała 1 stycznia 2010 z połączenia trzech gmin: Hausneindorf, Heteborn i Wedderstedt.